# Autostrada A51
Die Autostrada A51 (italienisch für ‚Autobahn A51‘), auch Tangenziale Est di Milano (Osttangente von Mailand) genannt, ist die ca. 30 km lange, östliche Autobahnumgehung Mailands. Zusammen mit der A50 und der A52 bildet sie die 74,4 km lange Mailänder Ringautobahn, die so zu den größten Ringen im italienischen Straßensystem zählt. Sie ist mautpflichtig und wird von der italienischen Gesellschaft Milano Serravalle - Milano Tangenziali S.p.A. verwaltet.

## Geschichte
Die Arbeiten begannen im Jahre 1969 durch den Konzessionär für die Autobahngesellschaft Milano Serravalle S.p.A. Ponte Chiasso.
Der erste Abschnitt wurde 1973 fertiggestellt und verbindet die Autobahnen A4 Turin - Triest in der Nähe von Agrate Brianza, mit der A1 Mailand - Neapel, nahe der Anschlussstelle Corvetto.
Der heutige Verlauf der A 51 hat seit Jahr 1992 Bestand, durch den Bau von weiteren 10 km in Richtung Norden, von Agrate Brianza bis nach Usmate Velate.
Das Projekt der Ost-Autobahn war notwendig, um eine tragfähige Infrastruktur, zur Entlastung der ohnehin schon kritischen Situation in der Mailänder Innenstadt (auch schon im Jahre 1969) schaffen zu können.

## Heutiger Zustand
Die A51 beginnt am km 0 bei Rogoredo als nahtlose Fortsetzung der Autostrada del Sole A1 und führt von Süden nach Norden östlich entlang der Stadt Mailand, mit einem langen und beeindruckenden Viadukt über das Industriegebiet von Lambrate. Im weiteren Verlauf durchquert sie die Gemeinden Cologno Monzese und Carugate, und trifft nahe der Stadt Agrate Brianza auf die A4 Triest - Turin.
Die A51 besitzt drei Fahrspuren für jede Richtung plus einer Standspur. Ausnahme bildet der Abschnitt zwischen Agrate Brianza und Usmate Velate, der zwei Fahrspuren in jede Fahrtrichtung (mit einigen Abschnitten ohne Standstreifen, aufgrund des Stadtgrundrisses, durch den die Autobahn verläuft) besitzt.
Die zulässige Höchstgeschwindigkeit auf A51 ist 90 km/h (auf einigen Abschnitten auch nur 80). Täglich nutzen die Autobahn knapp 77.000 Fahrzeuge.